# Girl Like Me
«Girl like me» es una canción del grupo estadounidense Black Eyed Peas y la cantante y compositora colombiana Shakira. Perteneciente al octavo álbum de estudio de Black Eyed Peas –Translation (2020)–, fue producida por el miembro del grupo will.i.am, Shakira y Johnny Goldstein.

## Recepción y crítica
A.D. Amorosi, de Variety, dijo en una reseña del álbum Translation de Black Eyed Peas que: “Shakira transforma el discurso de un himno en una pista de baile”.

## Video musical
El video de "Girl like me" fue grabado en septiembre de 2020 y lanzado el 4 de diciembre de 2020. El video muestra a Shakira en una patineta y con bailarines de apoyo haciendo aeróbicos. En el videoclip también se observa a Black Eyed Peas en un set cantando la canción. El videoclip recibió 23 millones de visitas en los primeros tres días.

La coreografía del video se volvió viral en TikTok, donde los fanáticos intentan recrear los movimientos de baile de Shakira.

## Créditos
Créditos adaptados de Tidal:
| Músicos - will.i.am (William Adams) – voz, escritor, composición - Apl.de.ap (Allan Pineda) – voz, escritor, composición - Taboo (Jimmy Luis Gomez) – voz, escritor - Shakira – voz, escritora, compositora, producción, intérprete asociada - Black Eyed Peas – intérpretes asociados - Olgui Chirino – Coro - Brendan Buckley – escritor, composición - Albert Menedez – escritor, composición - Tim Mitchell – escritor, composición | Producción - will.i.am – director - Shakira – codirector - Dylan "3D" Dresdow – Ingeniero de sonido, mezcla de sonido, masterización - Dave Clauss – ingeniero de sonido, mezcla de sonido - Roger Rodés – ingeniero de sonido - Johnny Goldstein – director |

## Listas
| Lista (2020–2021)                           | Mejor posición |
| ------------------------------------------- | -------------- |
| Argentina (Billboard Hot 100)               | 53             |
| Argentina Anglo (Monitor Latino)            | 9              |
| Bélgica (Flandes) (Ultratop 50)             | 11             |
| Bélgica (Valonia) (Ultratop 40)             | 3              |
| Bolivia (Monitor Latino)                    | 16             |
| Canadá (Billboard Hot 100)                  | 59             |
| Chile (Monitor Latino)                      | 13             |
| Colombia (Monitor Latino)                   | 16             |
| Colombia (National-Report)                  | 15             |
| Costa Rica (Monitor Latino)                 | 14             |
| Croacia Airplay (HRT)                       | 48             |
| Ecuador (Monitor Latino)                    | 8              |
| El Salvador Anglo (Monitor Latino)          | 1              |
| Eslovaquia (IFPI)                           | 33             |
| Eslovaquia (Singles Digitál Top 100)        | 21             |
| España (PROMUSICAE)                         | 79             |
| Estados Unidos (Billboard Hot 100)          | 67             |
| Estados Unidos Latin Airplay (Billboard)    | 1              |
| Estados Unidos (Mainstream Top 40)          | 24             |
| Francia (SNEP)                              | 2              |
| Global 200 (Billboard)                      | 39             |
| Grecia (IFPI)                               | 54             |
| Guatemala (Monitor Latino)                  | 5              |
| Honduras (Monitor Latino)                   | 6              |
| Hungría (Rádiós Top 40)                     | 9              |
| Hungría (Rádiós Top 10)                     | 13             |
| Irlanda (IRMA)                              | 83             |
| México Airplay (Billboard)                  | 2              |
| México (Monitor Latino)                     | 4              |
| Países Bajos (Dutch Top 40)                 | 33             |
| Países Bajos (Mega Single Top 100)          | 32             |
| Panamá (Monitor Latino)                     | 3              |
| Paraguay Anglo (Monitor Latino)             | 4              |
| Perú (Monitor Latino)                       | 2              |
| Portugal Digital Song Sales (Billboard)     | 59             |
| Puerto Rico (Monitor Latino)                | 3              |
| Reino Unido (UK Download Chart)             | 67             |
| Reino Unido Singles Sales (OCC)             | 70             |
| República Dominicana (SODINPRO)             | 18             |
| República Dominicana Anglo (Monitor Latino) | 1              |
| Rumania (Airplay 100)                       | 3              |
| Rusia Airplay (Tophit)                      | 25             |
| Suiza (Schweizer Hitparade)                 | 28             |
| Uruguay Anglo (Monitor Latino)              | 2              |
| Venezuela (Monitor Latino)                  | 6              |

## Certificaciones
| País                                                             | Certificación | Ventas  |
| ---------------------------------------------------------------- | ------------- | ------- |
| México                                                           | Platino       | 60,000^ |
| Suecia (GLF)                                                     | Oro           | 10,000  |
| ^ cifras de envíos sobre la base de la certificación por sí sola |               |         |

## Historial de lanzamiento
| Región | Fecha                   | Formato          | Etiqueta     | Ref.   |
| ------ | ----------------------- | ---------------- | ------------ | ------ |
| Varios | 11 de diciembre de 2020 | Descarga digital | Epic records | [ 53 ] |